# Elasmus nativus
Elasmus nativus är en stekelart som beskrevs av Girault 1940. Elasmus nativus ingår i släktet Elasmus och familjen finglanssteklar. Inga underarter finns listade i Catalogue of Life.